# Johann Christoph Kridel
Johann Christoph Kridel (9. prosince 1672 Rumburk – 2. července 1733 Rumburk) byl rakouský a český varhaník, učitel hudby, skladatel a básník německé národnosti, nepříliš známý představitel barokní hudby z pomezí Čech a Lužice.

## Život
Johann Christoph Kridel se narodil 9. prosince 1672 v severočeském Rumburku v rodině tkalce a člena městské rady Johanna Georga Kriedella. (V matrice byl zapsán jako Kriedell, ve svých textech používal také podobu Kriedel, Kridell, v dějinách hudby se však ustálila forma Kridel, která se objevuje na tisku sbírky kantát z roku 1706.) Kridelovým kmotrem byl Johann Berenfelder, bývalý rektor místní školy, ve které městský varhaník nebo regenschori (nejspíše Moritz Schneider) vyučoval také hudbu. Zde patrně Kridel získal své základní hudební vzdělání. Přibližně v letech 1685–1690 studoval skladatel v malostranské jezuitské koleji v Praze, potom působil v Jičíně a v Praze jako učitel. 23. června 1694 se – po smrti otce a varhaníka Moritze Schneidera – vrátil do Rumburka a převzal úřad varhaníka v městském kostele svatého Bartoloměje.
Vedle městské hudby se Kridel podílel také na výuce na místní německé škole, v jedné ze svých básní se však označil jako praeceptor (tedy pomocný učitel). Titul kantora zřejmě neužíval. Mezi Kridelovy žáky patřila mj. lankraběnka Caroline von Hessen-Rheinfels-Rotenburg (1714–1741), kterou Kridel po dva roky vyučoval hře na "Clavicordio" (klavichord). 2. února 1697 se skladatel oženil s Annou Theresií Kirchnerovou, dcerou Petera Kirchnera, lazebníka a starosty v sousedním městě Šluknově. Sňatkem Kridel získal slušné věno a spolu s majetkem zděděným po otci již mohl zakoupit nárožní dům v rumburské ulici Klostergase 20, který stál na místě pozdější kavárny Henke (Krym, Venuše). Z manželství vzešlo jedenáct dětí, z nichž ale přežilo jen šest. V roce 1703 začal Kridel jako jednatřicetiletý v latině a v němčině sepisovat občasné úvahy a soukromé poznámky Memorabilia Kriedeliana aliaque Rumburgensia (Kridelovy pamětihodnosti a jiné z Rumburka). V nich se ukazuje nejen jako kronikář, ale také jako neformální a příležitostný básník. V roce 1706 nechal v Budyšíně vytisknout svou sbírku árií Neu-Eröffnetes Blumen-Gärtlein. Když se anglický podnikatel Robert Allason, zakladatel textilní manufaktury v Rumburku, 5. dubna 1720 nastěhoval do svého kamenného domu na předměstí, složil Kridel oslavnou vícestrofou árii Glücklicher Ein Zug Des Hoch Edlen und Hochfürnehmen Roberti Allason.
22. prosince 1730 zemřela Kridelova manželka Anna Theresia ve věku 52 let. Když 23. června 1733 zemřel v jedenácti dnech života i jeho vnuk Dominik, zahrál mu ještě na varhanách v kostele sv. Bartoloměje rekviem. Již o několik dní později, 2. července 1733, nalezl syn Dominik samotného Kridela, jak ležel mrtvý v posteli, v ruce měl růženec a na židli vedle postele krucifix. Před svou smrtí si napsal tento epitaf: "Zde v hrobě leží a pauzuje, kdo v Rumburku varhanům vládl po mnoho let. Sloužil Bohu i vlasti a hlavně melodiím, kterých složil dosti. Přezpívej si je, příteli pěvče. Zde v hrobě leží a pauzuje, kdo na varhany či spinet by rád doprovodil i tebe. Do věčného míru a klidu však odešel již. Žij blaze, pěvče příteli! A pros za něho nebe!"

## Styl
Kridelův hudební styl se formoval již během jeho pražského pobytu. K osobnostem, které mohly ovlivnit jeho vkus, lze řadit tehdy hojně hraného rakouského skladatele Johanna Josepha Fuxe (1660–1741), popř. Václava Karla Holana Rovenského (1644–1718), který podobně jako Kridel preferoval formu malých kantát s koncertantními smyčci. Zpěvnost a lehkost dochovaných árií však napovídá, že nelze vyloučit ani vlivy italské. Kridelovy dobré vztahy s knížetem Lichtensteinem, který byl rakouským velvyslancem u papežského stolce, i jeho relativní zámožnost mohly skladateli umožnit cesty do Itálie, kde se patrně seznámil s hudbou italských barokních mistrů (možná je souvislost např. s dílem jeho současníka Alessandra Scarlattiho). Pro Kridela je také typická náboženská niternost, která prozrazuje hloubku a upřímnost jeho katolické víry v kontextu rekatolizace Šluknovska.

## Dílo

### Nedochované spisy a kompozice
- Musikalische Principia oder Gründliche und Höchstnöthige Anfänge zur Musica (48 s., 8 kapitol)
- Componier Kunst durch Zieffern [sic] = „Wie man einen schlechten Contrapunkt gantz Leicht componieren kan“ (38 s.)
- Neu erfundene Transponier Kunst = „eine jede Sache ganz Leicht aus einem Clavis in den andern Transponieren" (2 s.)
- Alma Redemptoris Mater, Ave Regina coelorum, Regina coeli, Salve Regina (Quatre Antiphonae)
- Hesperus per totum annum lucidus („Večernice zářící po celý rok“)
- Missa Budissinensis
- Missa S. Benedicti ex e, Missa S. Benedicti ex d, obětina Gaudeamus exultemus S. P. N. Bernardo, Magnificat, Vesperae confessorum, Vesperae, Magnificat (v inventárním seznamu Kláštera v Oseku)
- Missa Martyrum, De Tempore et Festis libri germ. (V inventárním seznamu Opatství v Rajhradě)
- Sechs Arien von Kridel (V inventárním seznamu kostela v Jiřetíně pod Jedlovou)
- Musikalische[s] Blumengärtlein

Tato díla byla nenávratně zničena při bombardování Drážďan.

### Nově otevřená květinová zahrádka
Jediným zachovaným (popř. dosud objeveným) dílem Johanna Christopha Kridela je sbírka šesti koncertních árií s německými texty autora: Nově otevřená květinová zahrádka (Neu-Eröffnetes Blumen-Gärtlein), která byla vytištěna v Budyšíně v roce 1706. Skládá se z šesti krátkých kantát:
1. Von dir o Gott
2. Mein Jesus mich vergnügt
3. Dies is das Brot
4. Erlaube mir
5. Wie mein Gott will
6. Mit ganz zerknirschtem Herzen.

Jednotlivé kantáty končí áriemi na jediné slovo "amen" a pro Kridela typickou koloraturou.

## Diskografie
- KRIDEL, Johann Christoph. Concert – Arien (Neu-Eröffnetes Blumenngärtlein) / Koncertní árie (Nově otevřená květinová zahrádka). Anna Hlavenková – soprán, Musica Florea, umělecký vedoucí – Marek Štryncl. Praha: Studio Matouš, 1996. 1 CD
- KRIDEL, Johann Christoph. Concert – Arien / Chrámové árie "Nově otevřená květinová zahrádka". Helena Krausová – soprán, Komorní orchestr hudebníků Šluknovska, řídí Zdeněk Kraus. Sdružení Tadeáše Haenkeho, o. s., 2011. 1 CD